# Zerstäuber (Spektroskopie)
Ein Zerstäuber ist ein Bauteil eines Spektrometers (AAS/Atom-Absorptionsspektroskopie, ICP-OES, ICP-MS), mit dessen Hilfe aus einer Flüssigkeit ein feiner Nebel erzeugt wird (Prinzip der Oberflächenvergrößerung). Der Nebel gelangt in eine Einheit des Spektrometers (Flamme, induktiv gekoppeltes Plasma), in der in der Flüssigkeit gelöste chemische Elemente atomisiert oder ionisiert werden.
Man unterscheidet zwischen:
- selbstansaugenden Zerstäubern (Einsatz eines Zerstäuberhilfsgases, meistens in der AAS) und
- Zerstäubern, die unter Zuhilfenahme einer Förderpumpe arbeiten (Cross Flow, Miramist, Meinhard (ist auch selbstansaugend!), hauptsächlich in den ICP-Techniken).